# Ottone (Händel)

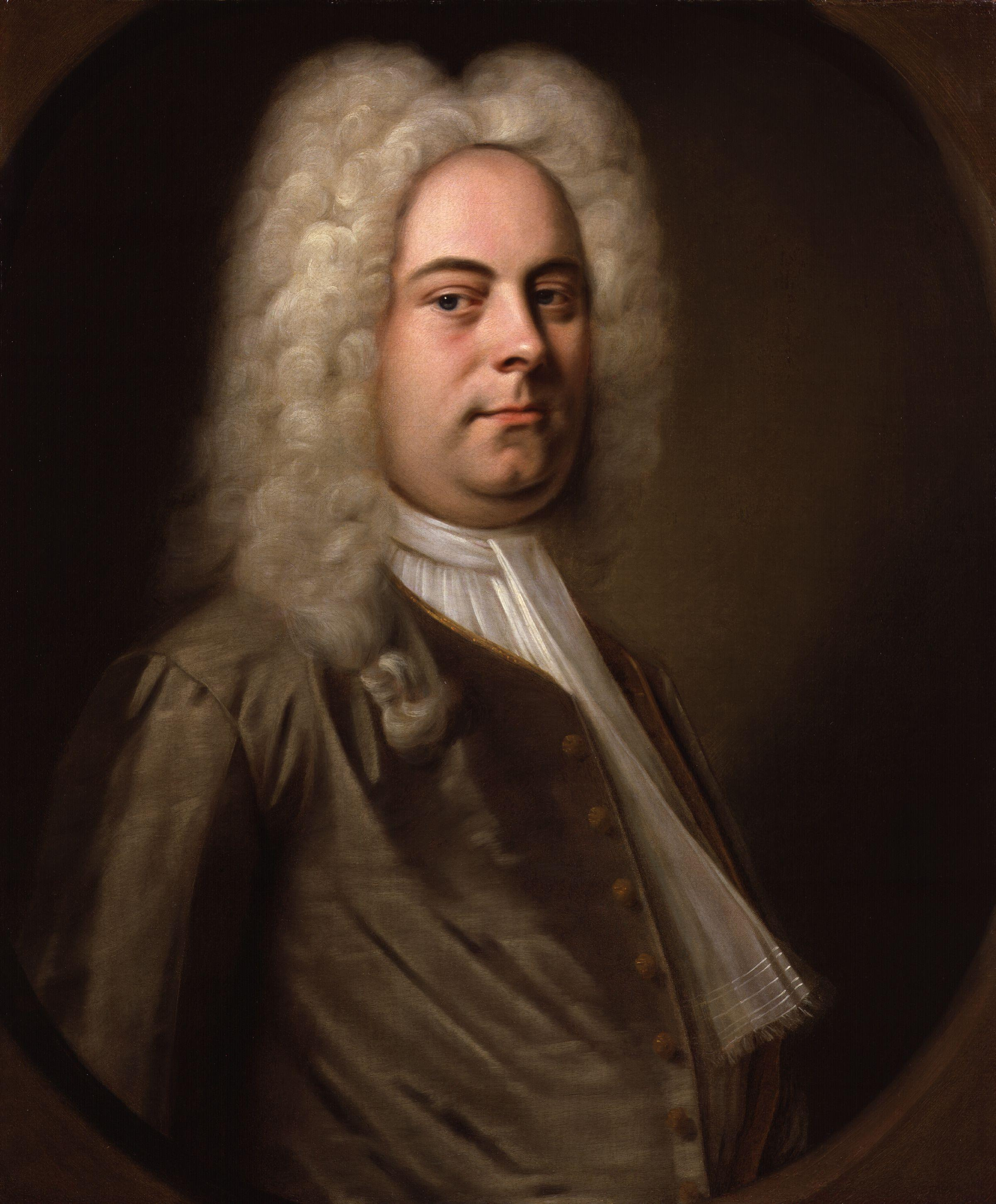
Georg Friedrich Händel

Ottone, re di Germania (Otto, kung av Tyskland) (HWV 15) är en opera i tre akter med musik av Georg Friedrich Händel och libretto av Nicola Francesco Haym efter Steffano Benedetto Pallavicinos libretto till Antonio Lottis opera Teofane av (1719).

## Historia
Haym åtog sig en ganska överambitiös uppgift när han försökte komprimera och överföra Pallavicinos libretto för operahuset i London. Operan hade premiär den 12 januari 1723 på The Queen's Theatre, Haymarket, London (senare The King's Theatre). Verket gjorde stor succé, dels på grund av sopranen Francesca Cuzzoni i rollen som Teofane, dels på grund av Händels arior vilka snart togs upp som separata konsertnummer. Händels reviderade operan hela fyra gånger. Svensk premiär den 1 augusti 1974 på Drottningholmsteatern.

## Personer
- Ottone, Kung av Tyskland, förälskad i Teofane (altkastrat)
- Teofane, dotter till kejsaren av Bysans (sopran)
- Emireno, en pirat, Teofanes broder (bas)
- Gismonda, Berengarios änka, Italiens ledare (sopran)
- Adelberto, hennes son (altkastrat)
- Matilda, Ottones kusin, förlovad med Adelberto (kontraalt)

## Handling
Den fördrivna italienske ledarens son, Adelberto, har fört Rom i en framgångsrik revolt mot kejsardömet allt på uppdrag av modern Gismonda. Ottone har blivit lovad att få Teofane till brud. Teofane är dotter till kejsaren i Konstantinopel. Ottones kusin Matilda är förlovad med Adelberto. Adelberto låtsas vara Ottone när Teofane anländer till Rom och bedrägeriet leder nästan till bröllop men ceremonin avbryts när nyheten kommer att Ottone är på väg att inta Rom. Adelberto för bort Teofane på en båt tillsammans med Teofanes förklädde bror Emireno. En storm gör att de tvingas söka skydd i land. Emireno upptäcker systerns identitet och fängslar Adelberto, som ger upp och svär trohet till Ottone. Teofane och Ottone förenas, liksom Adelberto och Matilda.